# Железнов, Иван Григорьевич
Иван Григорьевич Железнов (1778—1855) — вице-губернатор Саратовской и Санкт-Петербургской губерний, впоследствии — генерал-провиантмейстер Военного министерства (1834—1843), тайный советник (1841).

## Биография
Родился в 1778 году в дворянской семье, корни которой уходили на Алтай; в указе Екатерины II от 5 августа 1788 года о его предке, алтайском рудознатце, говорилось: «Наш верноподданный статский советник и кавалер ордена св. Владимира 3-й ст. Иван сын Петров Железнов пожалован на дворянское достоинство Дипломом и фамильным гербом».
Выл выпущен из Горного кадетского корпуса шихтмейстером 13-го класса и с 1 августа 1794 года был определён в экспедицию для ревизии счетов по горной части. Был переведён 26 июля 1796 года минцмейстером в Санкт-Петербургский монетный департамент, а 2 ноября 1798 года — в контору для покупки металлов. Затем служил в Главной контрольной экспедиции — секретарём, обер-секретарём. С 1 февраля 1812 года служил правителем канцелярии в Департаменте горных и соляных дел.
С 22 августа 1817 по 10 апреля 1820 года занимал должность вице-губернатора Саратовской губернии; 30 августа 1818 года был награждён орденом Св. Анны 2-й степени. Был уволен от должности с причислением к герольдии, а 15 апреля 1825 года определён в министерство финансов — с 23 сентября того же года назначен производителем дел в канцелярию комитета министров; 22 августа 1826 года был награждён орденом Св. Владимира 3-й степени.
С 11 февраля 1827 по 4 августа 1834 года занимал должность вице-губернатора Санкт-Петербургской губернии; 31 марта 1830 года получил чин статского советника, а 29 января 1832 года — действительного статского советника; 23 март 1834 года пожалован орденом Св. Станислава 2-й степени.
С 4 августа 1834 года занимал должность генерал-провиантмейстера Военного министерства; 29 марта 1836 года награждён орденом Св. Анны 1-й степени, а 30 августа 1839 года — орденом Св. Владимира 2-й степени; наконец, 16 апреля 1841 года был произведён в тайные советники.
2 марта 1843 года был уволен от должности, с оставлением при военном министерстве; 21 апреля 1846 года уволен со службы. Умер 10 (22) декабря 1855 года.

## Семья
Был дважды женат. В первом браке (с 12.09.1812) — с Екатериной Михайловной Леман (15.01.1793-13.07.1831); во втором браке (с 29.07.1832) — с Екатериной Ивановной Ланге (?—10.01.1853).
Дети от первого брака: Екатерина (25.08.1813—?), Мария (9.10.1815—?), Николай (1816—1877), Григорий (1822?—1853), Михаил (17.02.1825—1880), Александра (29.03.1828—?), Надежда (09.06.1830—?). Во втором браке родился сын Иван (01.01.1835—1901), который был управляющим акцизными сборами в Вятской губернии, действительный статский советник.